# 費蘭德利科納斯 (亞利桑那州)
友善角（英語：Friendly Corners）是位於美國亞利桑那州皮納爾縣的一個非建制地區。該地的面積和人口皆未知。

## 地理
友善角的座標為32°37′04″N 111°33′03″W / 32.61778°N 111.55083°W，而該地的平均海拔高度為507米（即1663英尺）。